# Petalocladius setosus
Petalocladius setosus är en tvåvingeart som beskrevs av James E. Sublette och Wirth 1972. Petalocladius setosus ingår i släktet Petalocladius och familjen fjädermyggor.
Artens utbredningsområde är Jamaica. Inga underarter finns listade i Catalogue of Life.